# Rogue River (film)
Pour les articles homonymes, voir Rogue River.
Pour plus de détails, voir Fiche technique et Distribution.
Rogue River est un film américain réalisé par Jourdan Mc Clure, sorti en 2012.

## Synopsis
Mara se retrouve seule au fin fond de l'Oregon à Rogue River pour disperser  les cendres de son père dans la rivière.
Lorsqu'elle retourne à sa voiture celle-ci n'y est plus, mais un brave homme du coin l'invite et la raccompagne chez lui avant d'aller voir le shérif le lendemain.
Mara est reçue à bras ouverts par la femme de son chauffeur, dans une grande et belle maison en pleine forêt.
Mais le plaisir va être de courte durée, lorsque Mara s'aperçoit que ses hôtes ont des réactions étranges et que ces derniers ne veulent plus la laisser repartir...

## Fiche technique
- Titre : Rogue River
- Réalisation : Jourdan Mc Clure
- Scénarios : Ryan Finnerty
- Société de production :
- Musique : Jermaine Stegall
- Pays de production : États-Unis
- Lieu de tournage : États-Unis
- Langue : anglais
- Genre : Horreur
- Durée : 1h35
- Date de sortie : 
  - Royaume-Uni : 16 janvier 2012

## Distribution
- Michelle Page (en) : Mara
- Art Alexakis (en) : Peter
- Chris Coy : Andrew
- Michael Cudlitz : Shérif Boyd
- Lucinda Jenney : Lea
- Bill Moseley : Jon